# Мостиський Богдан Іванович
Богдан Іванович Мостиський (псевдо: «Вершник»; 16 квітня 1918, м. Ходорів, Бібрський повіт — 7 січня 1996, м. Стрий, Львівська область) — військовий діяч, командир сотні УПА «Месники».

## Життєпис
Народився в багатодітній сім'ї. Через діяльність батька в уряді ЗУНР родина змушена виїхати до Кам'янця-Подільського. У 1924 р. родині вдалося покинути СРСР. Після короткочасного перебування в с. Бережниця, змушені переїхати в м. Ласьк. У 1928 р. переїхали в Калуш, а в 1930 р. — у Станиславів. Там у 1939 р. закінчив Станиславівську українську гімназію.
Після приходу Червоної армії, виїхав до Сянока до маминої сестри Меланії — дружини Степана Витвицького, ймовірно, через належність до ОУН. Далі вчителював на Підляшші: з грудня 1939 р. до вересня 1940 р. — у с. Воскреничі Сидорківської волості, а до червня 1941 р. — в сусідньому с. Михалки Рокитнівської волості.
В 1942—1943 рр. був писарем волосної управи і поліції у Старих Богородчанах. 
З листопада 1943 р.— бунчужний новоутвореного поблизу с. Селище Галицького району відділу УНС «Дружинники», яким командував Михайло Марущак «Черник». З березня 1944 р. — чотовий, а з жовтня — сотенний сотні «Месники» куреня «Смертоносці». 
15 квітня 1945 р. наказом ГВШ УПА присвоєно звання хорунжого.
Пораненим і непритомним потрапив у полон 11 квітня 1945 р. біля с. Посіч Лисецького (тепер — Тисменицького) району під час прориву з оточення. Засуджений до розстрілу, який замінили на 20 років каторжних робіт і 5 років позбавлення прав. Відбував ув'язнення в Норильську, учасник повстання політв'язнів у 1953 р., там отримав ще одне поранення.
Із початком «перебудови» наприкінці 1980-х р. та відновленням державності України активно долучається до громадської діяльності у м. Стрий. 7.10.1994 Постановою №353н94 Пленуму Верховного Суду України відмовлено в реабілітації.